# Colonia di Labuan
La Colonia della Corona di Labuan è stata una colonia della corona britannica nella costa nordoccidentale dell'isola di Borneo, fondata nel 1848 dopo l'acquisizione di Labuan dal Sultanato di Brunei due anni prima nel 1846. Oltre all'isola principale, Labuan consiste in sei isole più piccole: Burung, Daat, Kuraman, Papan, Rusukan Kecil e Rusukan Besar.
Labuan sarebbe stata una seconda Singapore per gli inglesi, non fosse per la produzione di carbone rivelatasi infruttuosa, il che portò gli investitori a ritirare i soldi da loro dati alla colonia, lasciandovi tutto l'equipaggiamento macchinario e gli operai cinesi che in precedenza erano entrati nella colonia. In seguito, gli operai cinesi iniziarono a mettersi in gioco, e molti di loro divennero capi commercianti dell'isola, in primo luogo nel commercio di nidi di rondine, perle, canfora e sago, e di cui la produzione principale divenne la noce di cocco, la gomma e il sago.
Durante la seconda guerra mondiale, l'invasione dell'impero giapponese pose fine all'amministrazione inglese; tempo dopo, Labuan divenne luogo dove il comandante giapponese di stanza a Borneo si arrese alle forze alleate, e il suo territorio fu posto sotto amministrazione militare prima di fondersi con una nuova colonia della corona.

## Storia

### Fondazione
Fin dal 1841, quando James Brooke fondò con successo una solida presenza nel Borneo nordoccidentale con la fondazione del Regno di Sarawak e iniziò ad assistere alla soppressione della pirateria lungo le coste isolane, egli aveva persistentemente promesso l'isola di Labuan al governo britannico. Brooke convinse gli inglesi a fondare una stazione navale, una colonia o un protettorato sulle coste settentrionali per impedire ad altre potenze europee di fare altrettanto; la risposta arrivò dall'Ammiragliato con l'arrivo dell'Ammiraglio Drinkwater Bethune per trovare un sito per una stazione navale, e nello specifico per investigare su Labuan il mese di novembre 1844, insieme all'Ammiraglio Edward Belcher con la sua HMS Samarang per circumnavigare l'isola.
Quindi, l'ufficio stranieri inglese pose Brooke come diplomatico per il Brunei nel 1845, chiedendogli di cooperare con Bethune. Al contempo, Lord Aberdeen, allora Ministro degli Affari Esteri, mandò una lettera al Sultano del Brunei, richiedendogli di non fare alcun accordo con altre potenze straniere fin quando l'isola fosse sotto considerazione inglese. Il 24 febbraio 1845, Bethune, con la sua HMS Driver e molte altre commissioni politiche, lasciò Hong Kong per continuare a circumnavigare l'isola. L'equipaggio trovò che era più adatta per gli abitanti rispetto ad ogni altra isola delle coste del Borneo, soprattutto per i suoi depositi di carbone. Inoltre, gli inglesi ne videro il potenziale come la nuova Singapore. Brooke prese l'isola per gli inglesi attraverso il Trattato di Labuan col Sultano di Brunei, Omar Ali Saifuddin II, il 18 dicembre 1846. La storia di questa cessione è ricordata e lamentata nel più celebre poema malese: "Labuan la perla perduta" o Syair Rakis di Raja Indera Mahkota.
L'Ammiragio Rodney Mundy visitò Brunei con la sua nave HMS Iris per tenere in riga il Sultano, fino a quando il governo inglese prese la decisione finale di prendere l'isola; Pengiran Mumin fu testimone dell'ascesa dell'isola alla Corona Britannica il 24 dicembre 1846. Brooke supervisionò il processo di trasferimento, e nel 1848 divenne il primo governatore dell'isola, che fu resa colonia della corona e porto libero. Dal 1890, Labuan poté essere amministrata dalla North Borneo Chartered Company prima di venir retrocessa al governo inglese nel 1904. Il 30 ottobre 1906, il governo inglese propose di estendere i confini degli Stabilimenti dello Stretto fino ad includere Labuan. La proposta ebbe effetto il 1º gennaio 1907, con l'area amministrativa presa direttamente da Singapore, capitale degli Stabilimenti dello Stretto.

### Seconda guerra mondiale e declino
Come parte della Seconda Guerra Mondiale, la flotta giapponese ancorò a Labuan il 3 gennaio 1942 senza incontrare forti resistente. Gran parte delle note della tesoreria sull'isola furono date alle fiamme e distrutte dagli inglesi perché non cadessero in mani giapponesi. Le forze giapponesi rimaste procedettero dunque a Mempakul nella costa occidentale del Borneo del Nord per rinforzarvi le loro forze principali. Dopo la conquista completa di tutta Borneo, Labuan fu resa parte dell'impero giapponese, e guarnita da unità del 37° esercito giapponese, che controllava il Borneo del Nord. I giapponesi intendevano costruire due aeroporti sull'isola, e altri 11 su diverse parti del Borneo; a tale scopo, essi acquistarono circa centomila lavoratori forzati giavanesi perché lavorassero per loro.
La liberazione dell'intera Borneo avvenne il 10 giugno 1945, quando le forze alleate sotto il Generale Douglas MacArthur e il Luogotenente-Generale Leslie Morshead arrivarono a Labuan con una spedizione di 100 navi. La 9ª divisione australiana lanciò il primo attacco, e la sua 24ª brigata portò due battaglioni alla protuberanza sudest dell'isola e al lato nord di Victoria Harbour su Brown Beach, mentre erano sostenuti da enormi bombardamenti aerei e anfibi. Saputo questo, MacArthur decise di proseguire l'attacco dalle Filippine meridionali a Labuan. Dopo la resa giapponese del 15 agosto 1945, il Luogotenente-Generale Masao Baba fu l'ultimo comandante dell'esercito giapponese del Borneo del Nord ad arrendersi, cosa che fece il 9 settembre 1945 alla spiaggia di Layang-layang. Il giorno dopo, il 10 settembre, fu quindi portato ai QG della 9ª divisione sull'isola per firmare un trattato di resa di fronte al comandante, il Generale Maggiore George Wootten, che ebbe luogo al Surrender Point. La città di Victoria era rimasta danneggiata dai bombardamenti alleati, ma fu ricostruita dopo la guerra. L'isola riprese il suo nome originale e fu posta sotto Amministrazione Militare Britannica (AMB) insieme col resto dei territori inglesi nel Borneo prima di unirsi alla Colonia del Borneo del Nord il 15 luglio 1946.

## Società

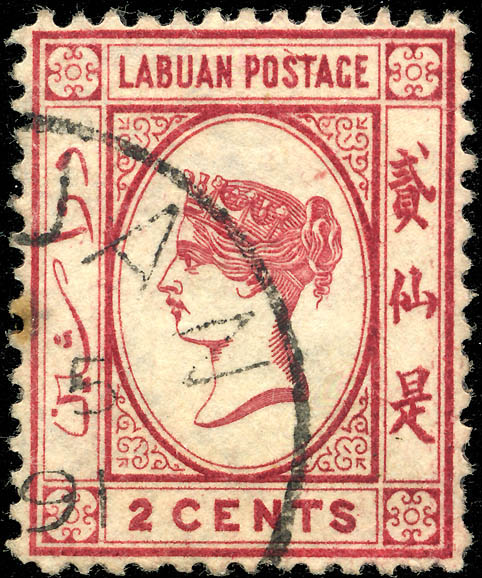
Francobollo di 2 cents di Labuan con la Regina Vittoria, 1885 circa.

### Demografica
L'isola aveva 2 000 abitanti nel 1864, 5,853 nel 1890, 6,545 nel 1911, e 8,963 nel 1941. La popolazione è principalmente malese (soprattutto brunei e kedaya) e Cinese, e in parte anche europea ed eurasiatica. Gli europei erano principalmente ufficiali del governo e membri di varie compagnie, i cinesi erano i capi commercianti con gran parte delle industrie dell'isola nelle loro mani, mentre i malesi erano soprattutto pescatori.

### Infrastrutture di servizio pubblico
Nel 1894 è stata creata una linea telegrafica da Labuan a Sandakan sul vicino Borneo del Nord. Anche i servizi postali erano disponibili nell'amministrazione, con un ufficio postale che operava sull'isola dal 1864, e usava un francobollo di data circolare come postilla. I francobolli postilla del Raj britannico e di Hong Kong erano usati in alcune poste, ma probabilmente erano portati da individui piuttosto che venduti a Labuan, mentre la posta andava spedita attraverso Singapore. Dal 1867, Labuan usava ufficialmente i francobolli postilla dagli Insediamento dello Stesso, ma iniziò a farsi i propri francobolli a partire da maggio 1879.